# Гласс, Кристиан Хенрик
Кристиан Хенрик Гласс (дат. Christian Henrik Glass; 18 мая 1821, Копенгаген — 12 августа 1893) — датский пианист, органист, композитор и музыкальный педагог. Отец Луи Гласса.

## Биография
Родился в семье военного. Отец Гласса любительски играл на гитаре. Учился в частной консерватории Джузеппе Сибони, затем занимался композицией под руководством Й. П. Э. Хартмана. Пел в хоре мальчиков Копенгагенской оперы, с 1842 г. преподавал частным образом игру на фортепиано. В 1846—1849 гг. преподавал пение в Орхусе в Соборной гимназии. Затем вернулся в Копенгаген, продолжил преподавать, а в 1859 г. занял место титулярного органиста Реформатской церкви, оставаясь на этом посту до конца жизни. В 1877 г. открыл собственную музыкальную школу с акцентом на обучение игре на фортепиано; в 1892 г. передал руководство ею своему сыну.
Композиторское наследие Гласса включает множество фортепианных пьес, песни (в том числе на стихи Ханса Кристиана Андерсена), фортепианное трио, а также траурный марш на смерть короля Фредерика VII (1863).